# Малайська Вікіпедія
Малайська Вікіпедія (малай. Wikipedia Bahasa Melayu) — розділ Вікіпедії малайською мовою. Заявка на відкриття розділа була подана Імраном Вільямом Смітом (Imran William Smith). Створена адміністратором Вікіпедії Браяном Віббером 26 жовтня 2002 року. Станом на листопад 2011 має понад 126 000 статей.
Малайська Вікіпедія станом на 25 березня 2025 року містить 416 201 статтю, 351 686 зареєстрованих користувачів, 713 активних дописувачів, 13 адміністраторів
. Загальна кількість сторінок в малайській Вікіпедії — 1 141 964, редагувань — 6 484 358, завантажених файлів — 18 414
. Глибина (рівень розвитку мовного розділу) малайської Вікіпедії мала і становить 17.3 пунктів
.

## Статистика

Динаміка зростання малайської Вікіпедії.